# Louis Handley
Luigi „Lou“ de Breda Handley (* 14. Februar 1874 in Rom, Italien; † 28. Dezember 1956 in New York City) war ein US-amerikanischer Schwimmer und Wasserballspieler.
Handley wurde in Italien geboren und zog als 22-Jähriger in die Vereinigten Staaten, wo er als Geschäftsmann und Importeur tätig war. Er trat dem New York Athletic Club bei, wo sein sportliches Talent erkannt wurde. Bei den Olympischen Spielen 1904 in St. Louis nahm Handley mit seinem Verein am Wasserballturnier teil, wo er zusammen mit seinen Teamkollegen David Bratton, Leo Goodwin, George Van Cleaf, David Hesser, Joseph Ruddy und James Steen gegen das US-amerikanische Team vom Chicago Athletic Club mit 6:0 siegte und die Goldmedaille gewann. Außerdem war er Mitglied der 4-mal-50-Yards-Staffel, die im Freistil ebenfalls die Goldmedaille erreichte.
Von 1898 bis 1911, dem Jahr, in dem er seine Wasserballkarriere beendete, hatte Handley bis auf zwei Mal die amerikanischen Amateurwasserballmeisterschaften gewonnen. Er blieb aber auch nach Ende seiner Karriere dem Schwimmsport als Trainer und Journalist verbunden. Handley war der erste offizielle Trainer einer olympischen Damen-Schwimmmannschaft. Außerdem brachte er fünf Bücher über den Schwimmsport heraus.

## Schriften
- Handley, L. De B., How to play water polo, New York 1910
- Handley, L. De B., Swimming and Watermanship, New York, 1918